# Kentiopsis
Kentiopsis é um género botânico pertencente à família Arecaceae.

## Espécies seleccionadas
- Kentiopsis divaricata
- Kentiopsis luciani
- Kentiopsis macrocarpa
- Kentiopsis magnifica
- Kentiopsis olivaeformis
- Kentiopsis piersoniorum
- Kentiopsis pyriformis

1. ↑  «Kentiopsis — World Flora Online». www.worldfloraonline.org. Consultado em 19 de agosto de 2020